# Neognathorhynchus rostriformis
Neognathorhynchus rostriformis är en plattmaskart som beskrevs av Evdonin 1971. Neognathorhynchus rostriformis ingår i släktet Neognathorhynchus och familjen Gnathorhynchidae. Inga underarter finns listade i Catalogue of Life.